# NGC 4027A
NGC 4027A في الفهرس العام الجديد، هي مجرة، تقع في كوكبة الغراب (كوكبة). اكتشفت بواسطة ويليام هيرشل.

## روابط خارجية
- NGC 4027A على موقع ويكي سكاي: DSS2, SDSS, GALEX, IRAS, Hydrogen α, X-Ray, Astrophoto, Sky Map, Articles and images